# Erik Brødreskift
Erik Brødreskift (Bergen; 23 de diciembre de 1969-Ib.; 4 de octubre de 1999), conocido como Grim, fue un baterista noruego que formó parte de las bandas de black metal, Immortal, Borknagar y Gorgoroth. Se suicidó el 4 de octubre de 1999 con una sobredosis de drogas.

## Biografía
En 1993 se unió a la banda Immortal para sustituir a Kolgrim inmediatamente después de que la banda grabara su segundo álbum, Pure Holocaust. A pesar de no grabar el disco, Grim estaba presente cuando se tomó la fotografía que terminó en la portada del álbum. Su estancia con Immortal se limitó a dos giras europeas, tras lo cual la banda decidió dejarlo ir en 1994.
Fue uno de los fundadores de Borknagar (1995), tocando la batería en tres álbumes: Borknagar (1996), The Olden Domain (1997) y The Archaic Course (1998). Mientras era miembro de Borknagar grabó con Orth y Gorgoroth.
Con Gorgoroth grabó Under the Sign of Hell (1997) y el EP The Last Tormentor (1996).

## Tributos
- El festival de metal Hole in the Sky está dedicado a la memoria de Erik Brødreskift.

## Discografía

### Con Immortal
- Pure Holocaust (1993) (Aparece acreditado, pero no grabó)

### Con Borknagar
- Borknagar (1996)
- The Olden Domain (1997)
- The Archaic Course (1998)

### Con Gorgoroth
- Under the Sign of Hell (1997)

- Datos: Q2660403
- Multimedia: Erik Brødreskift / Q2660403